# Северномакедонска литература
Северномакедонската литература (на македонска литературна норма: македонска книжевност) е литературата, написана на северномакедонска литературна норма, която е официална в Северна Македония.

## История
След Втората световна война в новата република Македония Блаже Конески и други са натоварени със задачата да създадат македонска писмена норма. След като нормата е създадена, македонската литература започва да се развива интензивно във всички полета на жанра. Поезия започват да пишат Ацо Шопов, Славко Яневски, Блаже Конески и Гане Тодоровски. Македонският литературен език официално е признат за самостоятелен при създаването на Македония като съставна единица в рамките на Социалистическа федеративна република Югославия през 1946 г. Езикът е официално кодифициран, а неговата азбука избрана в така наречените езикови комисии на АСНОМ. Преди това Кръсте Мисирков в своята книга „За македонцките работи“, издадена през 1903 г. и в сп. Вардар, създадено през 1905 г. полага основите на македонския литературен език и литература. В пета глава той разглежда въпроса за езика и кое наречие е добре да се избере, за да послужи за основа за един бъдещ македонски език. След Първата световна война поетът Коста Рацин пише на велешко наречие и пропагандира използването му в литературни журнали през 30-те години. Стихосбирката на Рацин „Бели мугри“ (1939), в която той включва много елементи от устния фоклор, е забранена от югославското правителство преди Втората световна война.
Яневски е един от значимите поети и автор на първия македонски роман „Селото зад седумте јасени“ (Селото зад седемте ясени, 1952). Неговата най-амбициозна работа е цикъл от шест романа, които разказват македонската история: Тврдоглави (1965; „Твърдоглави“), роман, разказващ за митовете и легендите на македонците, тяхната памет за тях и интерпретацията на тяхната история. Предвоенни драматурци като Васил Ильоски продължават да пишат, а в театъра се активизират нови драматурзи като Коле Чашуле, Томе Арсовски и Горан Стефановски. Чашуле също написва няколко романа. Главна тема в неговите произведения е загубата на идеалистите и идеализма. Неговата пиеса Црнила (1960; „Черни неща“) разказва за убийството в началото на XX век на македонския национален лидер от страна на други македонци, а герои в нея са, както палачи, така и жертвата.
Сред най-познатите писатели на проза е Живко Чинго, чиято колекция от истории Пасквелиjа (1962) и Нова Пасквелиjа (1965) разказват за въобръжаема земя, където се състоят сблъсъци и взаимодействия между стари традиции и революционно съзнание. Действието на неговия роман Големата вода (1971) се развива в сиропиталище и показва величието и тъгата на детството. Сред другите значими писатели са Влада Урошевич (Сонувакот и празнината (1979; „Сънуващия и празнината“)) и Йован Павловски (Сок от простатата (1991).

## Позиция в Северна Македония и противоречия
Според официалното мнение в Северна Македония северномакедонската литература датира от Охридската книжовна школа, която е създадена в Охрид, тогава в Царство България, днес в Северна Македония през 886 г. Тези първи книги, написани на диалект на църковнославянския език са религиозни по своята същност. Школата е основана от Св. Климент Охридски по време на Първото българско царство. Македонският диалект по това време е част от старобългарския език и не представлява регионален диалект, а обща форма на ранен източен южнославянски език. Стандартизацията на македонския език през XIX в. дава добра възможност за по-нататъшното развитие на съвременната македонска литература и този период е най-богатия в историята на македонската литература.
Македонската академия на науката и изкуствата разделя развитието на македонската литература на три периода, които от своя страна се разделят на подпериоди. Те са следните:
- Старомакедонска литература[7] – От IX до XVIII век
  - От навлизането на християнството до турското нашествие – IX до XIV век
  - От турското нашествие до началото на XVIII век
- Нова македонска литература – от 1802 до 1944
  - период на национално пробуждане
  - революционен период
  - междувоенен литературен период
- Модерна македонска литература – от 1944 г. до днес.